# Гессенский диалект
Ге́ссенский диале́кт (нем. Hessisch) — диалект немецкого языка, частично подвергшийся процессу второго верхненемецкого передвижения согласных. Относится к средненемецким диалектам. Распространён преимущественно в Гессене, Франконии, Рейнланд-Пфальце и Вестфалии. Причисляется к рейнско-франкской области. Неправильный переход p > (p)f характеризует рейнско-франкские, мозельско-франкские и рипуарские диалекты как часть западносредненемецких диалектов.
Границами гессенских диалектов являются: на севере до нижнесаксонского — изоглосса ich / ik, а также machen / maken; на востоке до тюрингского — Pund / Fund, до восточнофранкского — Pund / Pfund и Appel / Apfel; на западе к мозельско-франкским — линия was / wat; на юге — fest / fescht.

## Классификация
Обычно гессенские диалекты принято делить на:
- Нижнегессенские диалекты (Niederhessisch)

- Северогессенский диалект (Nordhessisch)
- Восточногессенский диалект (Osthessisch)

- Среднегессенский диалект (Mittelhessisch)
- Южногессенский диалект (Südhessisch)